# Walckenaeria crosbyi
Walckenaeria crosbyi är en spindelart som först beskrevs av Fage 1938.  Walckenaeria crosbyi ingår i släktet Walckenaeria och familjen täckvävarspindlar.
Artens utbredningsområde är Costa Rica. Inga underarter finns listade i Catalogue of Life.